# 岡田光信
岡田 光信（おかだ みつのぶ、1973年 - ）は、日本の起業家、経営者。 株式会社アストロスケール創業者兼CEO。

## 来歴
1973年、兵庫県神戸市に生まれる。甲陽学院中学校・高等学校を経て、1995年に東京大学農学部を卒業。1997年に東京大学大学院農学生命科学研究科修士課程を修了後、大蔵省主計局に入省。2001年、パデュー大学クラナートでMBAを取得。同年、マッキンゼー・アンド・カンパニーに入社。2004年、ターボリナックスのCFOに就任し、一時的な金融機関勤務を経て、2009年に携帯電話の通信インフラ・サービスを手掛けるSUGAOを創業、2012年には、シニア向けお手伝いサービス「まごころサポート」を行う介護事業会社MIKAWAYA21を共同創業。2013年、宇宙ベンチャー・アストロスケールを創業。

## 人物
スペースデブリ（宇宙ごみ）の観測・除去、軌道上サービスに取り組む世界初の民間企業を創業した。国際宇宙航行連盟（IAF）副会長、英国王立航空協会フェロー（FRAeS)等を兼務している。
高校1年時に、NASAの宇宙飛行士訓練プログラムに参加し、「宇宙は君達の活躍するところ」という手書きのメッセージを毛利衛宇宙飛行士からもらい、これ以来、宇宙への想いを胸に創業に至った。

## 評価
パデュー大学の150周年祭典では、卒業生起業家として「Burton D. Morgan Entrepreneurship Award」を受賞した他、Forbes JAPANが選ぶ「日本の起業家ランキング2019」 第1位、過去BEST10に3度選出された起業家として、歴代殿堂入りを果たした。その他、Space News 2020リーダー・オブ・ザ・イヤー（Small/Medium Business部門）、ネテックスプロ2020 グランプリ受賞、世界経済フォーラム（ダボス会議）テクノロジーパイオニア賞2017、ファストカンパニー社「世界でもっともInnovativeな会社Top10」、グッドデザイン賞2016、APEC Global Innovator Award(2015) 等、数々を受賞。

## 著書
- 宇宙起業家　軌道上に溢れるビジネスチャンス
- 愚直に、考え抜く。: 世界一厄介な問題を解決する思考法